# Misioneros de los Sagrados Corazones de Jesús y María (Mallorca)
La Congregación de los Misioneros de los Sagrados Corazones de Jesús y María (en latín:Congregatio Missionariorum Sacrorum Cordium Iesu et Mariae) es una congregación religiosa clerical de la Iglesia católica de derecho pontificio, fundada por Joaquín Rosselló i Ferrà en Randa (Algaida-España) en 1890. Los miembros de este instituto son conocidos como Misioneros de los Sagrados Corazones y posponen a sus nombres las siglas: M.SS.CC.

## Historia

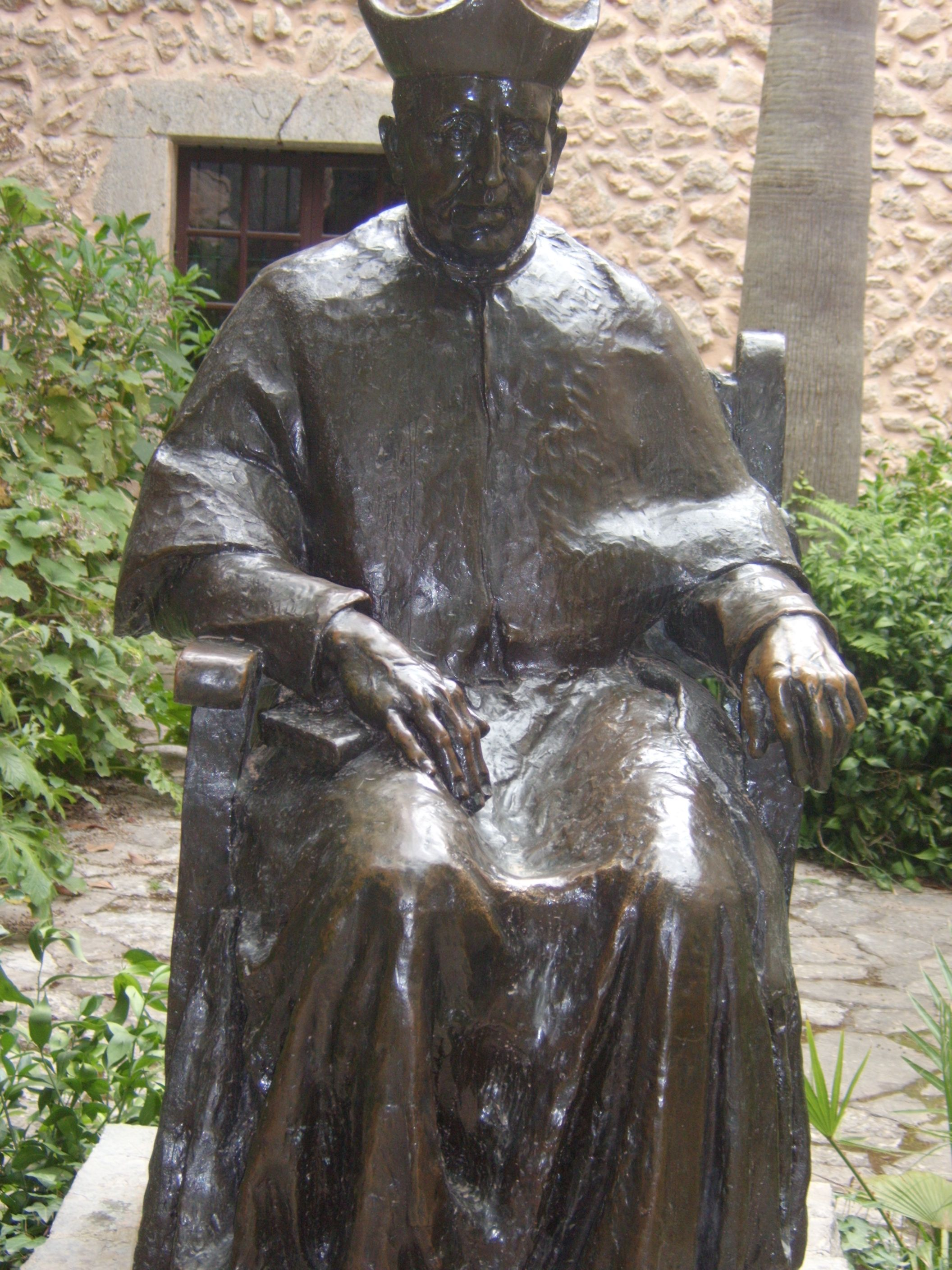
Joaquín Rosselló i Ferrà (1833-1909), fundador de la congregación. Imagen: estatua de Roselló en el Santuario de Lluc en Mallorca.

Joaquín Rosselló i Ferrà con el deseo de vivir un estilo de vida contemplativa, se retiró a la ermita de San Honorato, sobre el mote Randa en la isla de Mallorca. Con el tiempo la ermita se convirtió en una casa de ejercicios espirituales para el clero. A Rosselló se unió un grupo de sacerdotes, formando una pequeña comunidad, que el 17 de agosto de 1890, se convirtió en congregación religiosa. El nuevo instituto recibió la aprobación diocesana de parte del obispo de Mallorca Jacinto María Cervera y Cervera, quien también aprobó las Constituciones el 19 de marzo de 1891.
El instituto recibió el pontificio decreto de alabanza el 6 de mayo de 1932, de parte del papa Pío XI. Sus Constituciones fueron aprobadas definitivamente por la Santa Sede el 24 de enero de 1949.

## Actividades y presencias
El carisma de la congregación es la vida contemplativa y activa y se expresa a través de las misiones, retiros espirituales, educación cristiana de la juventud, ministerio parroquial. Su espiritualidad se especifica por medio de la propagación de la devoción a los Sagrados Corazones de Jesús y María.
En 2011, los misioneros de los Sagrados Corazones eran unos 127, de los cuales 89 eran sacerdotes, y unas 27 comunidades presentes en Argentina, Camerún, España, Puerto Rico, República Dominicana y Ruanda. La curia general se encuentra en Madrid y su actual superior general, llamado visitador general, es el religioso Emilio Velasco Triviño.

## Personajes
- Francesc Mayol Oliver, Miquel Pons Ramis, Pau Noguera Trías y Simò Reynés Solivellas; beatos, mártires de la Guerra Civil Española del siglo XX.
- Joaquín Rosselló i Ferrà, venerable, fundador de la congregación.